# 6 (cifră)
Șase este numărul natural aflat în ordine crescătoare între 5 și 7.

## Evoluție grafică
Evoluția cifrei șase până la aspectul din zilele noastre a fost relativ simplă în comparație cu alte numere. Brahmanii indieni scriau o buclă ca un „e” rotit 45º în sens orar. Treptat partea superioară (deasupra buclei centrale) a devenit mai curbată, iar partea inferioară a devenit mai dreaptă. Arabii Ghubar au eliminat partea inferioară, iar de aici evoluția la cifra 6 modernă a fost simplă. 
Pe afișajul digital cu 7 segmente al ceasurilor și calculatoarelor 6 este scris cu 6 segmente. Unele calculatoare vechi foloseau doar 5 segmente, fără segmentul orizontal din partea superioară, dar această variantă nu s-a menținut în uz.
În diferite alfabete, cifra 6 se scrie în mod diferit, în special pe subcontinentul indian si Asia de Sud-Est:
| Alfabet   | Cifră | Alfabet   | Cifră | Alfabet    | Cifră |
| --------- | ----- | --------- | ----- | ---------- | ----- |
| Amharic   | ፮     | Birmaneză | ၆     | Devanāgarī | ६     |
| Gujarati  | ૬     | Gurmukhî  | ੬     | Kannara    | ೬     |
| Malayalam | ൬     | Oriya     | ୬     | Telugu     | ౬     |
| Tibetană  | ༦     | Latin     | 6     | Tamil      | ௬     |

## În matematică
Șase este cel de-al doilea număr compus în ordine crescătoare, divizorii săi fiind 1, 2, și 3. Deoarece șase este egal cu suma divizorilor săi proprii, șase este un număr perfect.
Șase binar este opusul lui nouă binar:
```
6 = 0110
9 = 1001
```

Este un număr primorial.
Este un număr harshad în orice bază.
Este un număr hexagonal.

### Sistem de numerație
| Baza                           | Sistem de numerație            |     |
| ------------------------------ | ------------------------------ | --- |
| 2                              | binar                          | 110 |
| 3                              | ternar                         | 20  |
| 4                              | cuaternar                      | 12  |
| 5                              | cvinariu                       | 11  |
| 6                              | senar                          | 10  |
| peste 6 (zecimal, hexazecimal) | peste 6 (zecimal, hexazecimal) | 6   |

### Lista calculelor de bază

Un cub are 6 fețe

| Multiplu                  | 1 | 2  | 3  | 4  | 5  | 6  | 7  | 8  | 9  | 10 |  | 11 | 12 | 13 | 14 | 15 | 16 | 17  | 18  | 19  | 20  |  | 21  | 22  | 23  | 24  | 25  |  | 50  | 100 | 1000 |
| ------------------------- | - | -- | -- | -- | -- | -- | -- | -- | -- | -- |  | -- | -- | -- | -- | -- | -- | --- | --- | --- | --- |  | --- | --- | --- | --- | --- |  | --- | --- | ---- |
| {\displaystyle 6\times x} | 6 | 12 | 18 | 24 | 30 | 36 | 42 | 48 | 54 | 60 |  | 66 | 72 | 78 | 84 | 90 | 96 | 102 | 108 | 114 | 120 |  | 126 | 132 | 138 | 144 | 150 |  | 300 | 600 | 6000 |

| Divizor                 | 1                                  | 2                                 | 3   | 4                                 | 5                                  | 6 | 7                                                    | 8                                 | 9                                 | 10                                |  | 11                                               | 12  | 13                                                   | 14                                                   | 15  |
| ----------------------- | ---------------------------------- | --------------------------------- | --- | --------------------------------- | ---------------------------------- | - | ---------------------------------------------------- | --------------------------------- | --------------------------------- | --------------------------------- |  | ------------------------------------------------ | --- | ---------------------------------------------------- | ---------------------------------------------------- | --- |
| {\displaystyle 6\div x} | 6                                  | 3                                 | 2   | 1.5                               | 1.2                                | 1 | {\displaystyle 0.{\overline {85714}}{\overline {2}}} | 0.75                              | {\displaystyle 0.{\overline {6}}} | 0.6                               |  | {\displaystyle 0.{\overline {5}}{\overline {4}}} | 0.5 | {\displaystyle 0.{\overline {46153}}{\overline {8}}} | {\displaystyle 0.{\overline {42857}}{\overline {1}}} | 0.4 |
| {\displaystyle x\div 6} | {\displaystyle 0.1{\overline {6}}} | {\displaystyle 0.{\overline {3}}} | 0.5 | {\displaystyle 0.{\overline {6}}} | {\displaystyle 0.8{\overline {3}}} | 1 | {\displaystyle 1.1{\overline {6}}}                   | {\displaystyle 1.{\overline {3}}} | 1.5                               | {\displaystyle 1.{\overline {6}}} |  | {\displaystyle 1.8{\overline {3}}}               | 2   | {\displaystyle 2.1{\overline {6}}}                   | {\displaystyle 2.{\overline {3}}}                    | 2.5 |

| Putere                  | 1 | 2  | 3   | 4    | 5     | 6     | 7      | 8       | 9        | 10       |  | 11        | 12         | 13          |
| ----------------------- | - | -- | --- | ---- | ----- | ----- | ------ | ------- | -------- | -------- |  | --------- | ---------- | ----------- |
| {\displaystyle 6^{x}\,} | 6 | 36 | 216 | 1296 | 7776  | 46656 | 279936 | 1679616 | 10077696 | 60466176 |  | 362797056 | 2176782336 | 13060694016 |
| {\displaystyle x^{6}\,} | 1 | 64 | 729 | 4096 | 15625 | 46656 | 117649 | 262144  | 531441   | 1000000  |  | 1771561   | 2985984    | 4826809     |

## Alte domenii
- După 6 ani de căsătorie este aniversată nunta de zahăr sau nunta de fier.[6]